# ごうしいも
ごうしいもは徳島県三好市祖谷地域で栽培されている小芋。祖谷以外の地域で栽培すると大きく育つと言われる。ごうしも、おくいも、ほどいも、ごうしゅいもとも呼ばれる。

## 概要
ジャガイモの在来種の一種であり、大きさは平均して鶏卵並みであり、小さなものはムカゴくらいである。
小ぶりで身がしまっていて煮崩れしにくい。塊茎の皮の色によって、赤いも、白いもとがある。また、赤いもは紫色の花、白いもは白色の花を咲かす。
JA阿波みよしでは、赤いもを平家、白いもを源氏に見立てて「源平いも」の名称でブランド化を行うと共に販売を行っている。JA阿波みよしでは2001年に「源平（げんぺー）」の商標登録を行っている（登録番号第4491570号）。

## 栽培
段々畑のように傾斜地に水平面を設けず、傾斜地のまま農耕を行う傾斜地農耕の代表的な作物の1つである。
3月から4月に種芋を植付け、5月下旬から6月上旬に開花し、8月から9月が収穫期となる。
JA阿波みよしのデータでは、1998年度には管内で21トンが生産されていたが、生産者の高齢化、そうか病などの病害虫のため生産量は減少し、2014年度は3.7トンとなっている。

## 料理の例
でこまわし
祖谷地域の伝統食材である岩豆腐（石豆腐）、コンニャクと共に串に刺して味噌を塗り、囲炉裏の周囲で焼いた料理。
味噌炒め
茹でたごうしいもに甘辛く炒めた味噌をからめる。
うちちがえ雑煮
雑煮の一種だが、ごうしいもやヤツガシラ（里芋）と岩豆腐を具にし、餅は入れない。

## 名称について
「ごうしいも」の名称自体は馬鈴薯を指す語として、北海道、秋田、長野などでも用いられている。